# Imerinus robustus
Imerinus robustus là một loài bọ cánh cứng trong họ Cerambycidae.